# Marton (Warwickshire)
Pour les articles homonymes, voir Marton.
Marton est un village du Warwickshire, en Angleterre. Il est situé dans l'est du comté, à une douzaine de kilomètres au nord-est de Leamington Spa et à une quinzaine de kilomètres au sud-ouest de Rugby. Il est traversé par la route A423 (en) qui relie Coventry au nord à Banbury au sud. Administrativement, il relève du borough de Rugby.

## Géographie
Au nord du village se trouve la rivière Leam et juste à l'ouest, la rivière Itchen rejoint la Leam. En raison de sa proximité avec ces deux rivières, certaines parties du village ont périodiquement souffert d'inondations.

## Histoire
Marton a été mentionné dans le Domesday Book sous le nom de Mortone. Au début du Moyen Âge, c'était un lieu d'une certaine importance, car c'était le centre d'une Hundred nommé Meretone. À la fin du XIIe siècle, il faisait désormais partie de la Hundred de Knightlow.
Juste au nord de Marton se trouve un pont médiéval sur la rivière Leam connu sous le nom de Marton Bridge, qui a été construit en 1414 par un marchand né localement, John Middleton. En 1928, un pont moderne fut effectivement construit au-dessus du pont médiéval qui fut caché à la vue. Cependant, en 2000, un nouveau pont a été construit à côté et l'ancien pont a été découvert et restauré. Le vieux pont transporte désormais les piétons, tandis que le pont moderne permet le trafic routier. Un autre point d'intérêt à Marton est le Marton Museum of Country Bygones qui possède une collection d'anciens outils agricoles. L'église du village de St Esprit est classée Grade II*.
Marton avait une gare ferroviaire sur l'ancienne ligne Rugby-Leamington Spa, qui se trouvait à environ 800 mètres au sud du village, mais celle-ci a fermé ses portes en 1959. Il y avait aussi un carrefour appelé Marton Junction plus au sud du village, où le chemin de fer de Rugby à Leamington Spa a rejoint la route de Leamington à Weedon.

## Toponymie
Marton est un toponyme d'origine vieil-anglaise. Il fait référence à une ferme (tūn) située près d'un étang (mere), ou moins probablement près d'une limite (mǣre). Il est attesté sous la forme Mortone dans le Domesday Book, compilé en 1086.

## Démographie
Au recensement de 2011, la paroisse civile de Marton comptait 484 habitants.

## Galerie

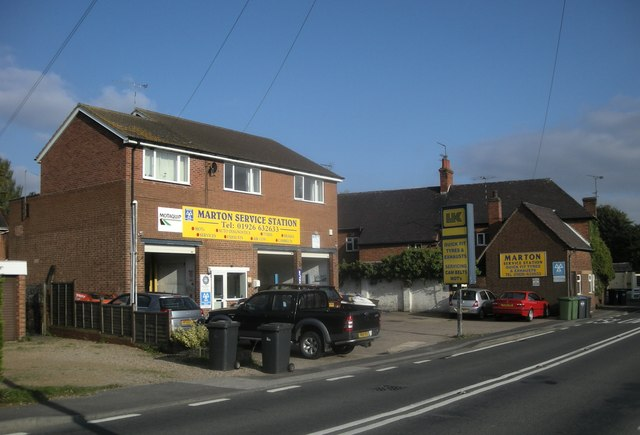
Marton Service Station.
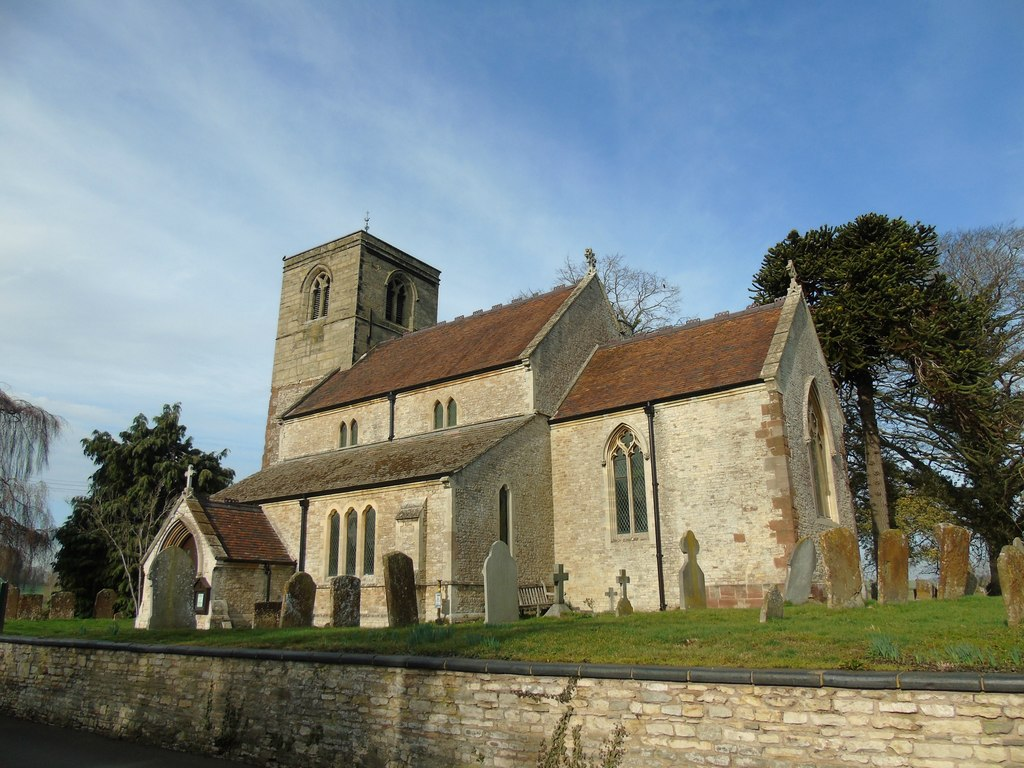
Eglise de Marton.
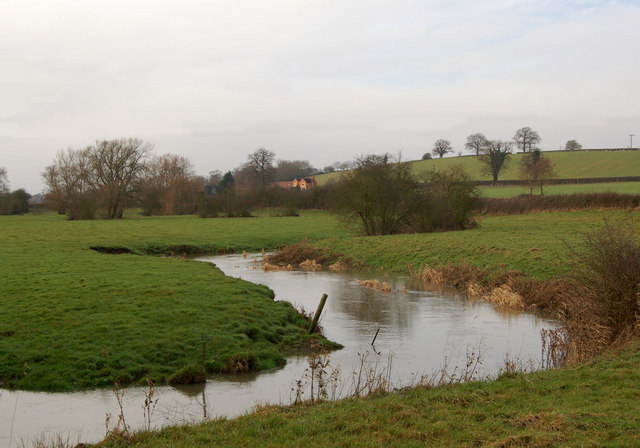
La rivière Itchen près de Marton.